# (7640) Marzari
(7640) Marzari (1985 PX) – planetoida z pasa głównego asteroid okrążająca Słońce w ciągu 3,24 lat w średniej odległości 2,19 j.a. Odkryta 14 sierpnia 1985 roku.